# Lola Ponce

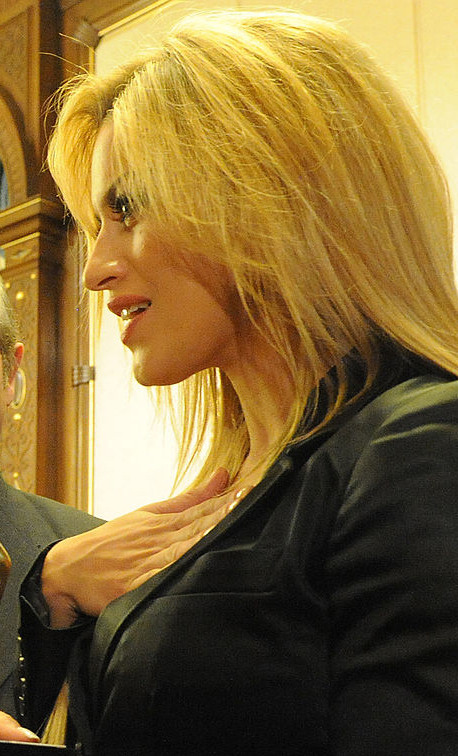
Lola Ponce

Lola Ponce (Rosario, 25 juni 1982) is een Argentijnse zangeres en actrice.
Van 2002 tot 2004 vertolkt ze de rol van Esmeralda in de Italiaanse versie van Riccardo Cocciantes musical Notre-Dame de Paris.
In 2005 trad ze tijdens het Festival van Sanremo als gast op met het nummer Sleep.
Samen met Giò Di Tonno wint ze in 2008 met Colpo di fulmine het Festival van Sanremo. Dit nummer werd voor het duo geschreven door Gianna Nannini.

## Discografie
- 2001 Inalcanzable
- 2002 Notre Dame de Paris
- 2002 Zingara (EP)
- 2003 Fearless
- 2007 Il diario di Lola